# Heterosorex
L'eterosorice (gen. Heterosorex) è un mammifero insettivoro estinto, appartenente agli eulipotifli. Visse tra il Miocene inferiore e il Miocene superiore (circa 18 - 7 milioni di anni fa) e i suoi resti fossili sono stati ritrovati in Europa e in Asia.

## Descrizione
Questo animale, benché imparentato alla lontana con gli attuali toporagni, presentava caratteristiche uniche soprattutto per quanto riguardava il cranio. Il muso era alto e di forma cilindrica, e terminava in una grande apertura nasale. Il canale sottorbitale era molto lungo e si apriva al di sopra del quarto premolare. Il cranio si allargava considerevolmente nella zona delle fosse glenoidi. Le apofisi postglenoidi erano molto sviluppate, mentre l'arcata zigomatica, completamente ossificata ma gracile, presentava analogie con quella dei talpidi. La volta palatale terminava nella parte posteriore in un forte rigonfiamento, mentre le apofisi pterigoidee erano spesse e sporgenti. La mandibola era robusta e corta, soprattutto nella zona del primo molare. Il condilo del ramo montante era sdoppiato, ed era presente un'apofisi coronoide molto elevata, rivolta all'infuori e solcata da una profonda fossa per il massetere.
La formula dentaria corrispondeva a quella dell'attuale Crocidura, ma la morfologia dei denti era leggermente differente: tutti i denti erano circondati da un grande cingulum. Nelle ossa mascellari superiori gli incisivi erano grandi ma di struttura semplice e non possedevano la cuspide posteriore tipica dei soricidi. I denti a radice singola tra incisivi e quarto premolare erano semplici e molto ridotti. Il quarto premolare era grande e a corona triangolare, simile a quello dei talpidi. I primi due molari, grandi e stretti l'uno all'altro, erano dilambdodonti con un parastilo molto sviluppato. Il terzo molare era ridotto. La mandibola era dotato di un grande incisivo molto robusto, diretto in avanti e crenulato nella superficie superiore; il bordo esterno portava una dentellatura doppia. A seguire vi erano denti semplici a radice singola, fino ai molari dal trigonide basso.

## Classificazione
Il genere Heterosorex venne descritto per la prima volta da Gaillard nel 1915, sulla base di resti fossili ritrovati nel giacimento di La Grive-Saint-Alban in Francia e risalenti al Miocene medio. La specie tipo è Heterosorex sansaniensis, descritta in precedenza da Lartet come Sorex sansaniensis e ritrovata anche a Sansan e in Baviera. Altre specie sono note in Grecia (H. ruemkeae), in Germania (H. neumayrianus, la più antica) e in Cina (H. wangi); quest'ultima forma rappresenta il ritrovamento più recente attribuito a Heterosorex. Fossili attribuiti allo stesso genere sono stati ritrovati anche in Germania, Polonia Spagna, e Svizzera. Alcuni fossili di dubbia identità e risalenti all'Oligocene sono stati ritrovati in Francia.
Heterosorex è il genere eponimo degli eterosoricini (Heterosoricinae), un gruppo di mammiferi eulipotifli considerati appartenenti ai soricidi ma con alcune caratteristiche che richiamano i talpidi. Un altro eterosoricino ben conosciuto è Lusorex.

## Paleoecologia
È possibile che Heterosorex fosse un animale dal moderato adattamento fossorio.